# NGC 6562
NGC 6562 é uma galáxia  localizada na direcção da constelação de Draco. Possui uma declinação de +56° 15' 49" e uma ascensão recta de 18 horas, 05 minutos e 00,8 segundos.
A galáxia NGC 6562 foi descoberta em 8 de Junho de 1885 por Lewis A. Swift.